# Manchester United Football Club 2024-2025
Questa voce raccoglie le informazioni riguardanti il Manchester United Football Club nelle competizioni ufficiali della stagione 2024-2025.

## Stagione

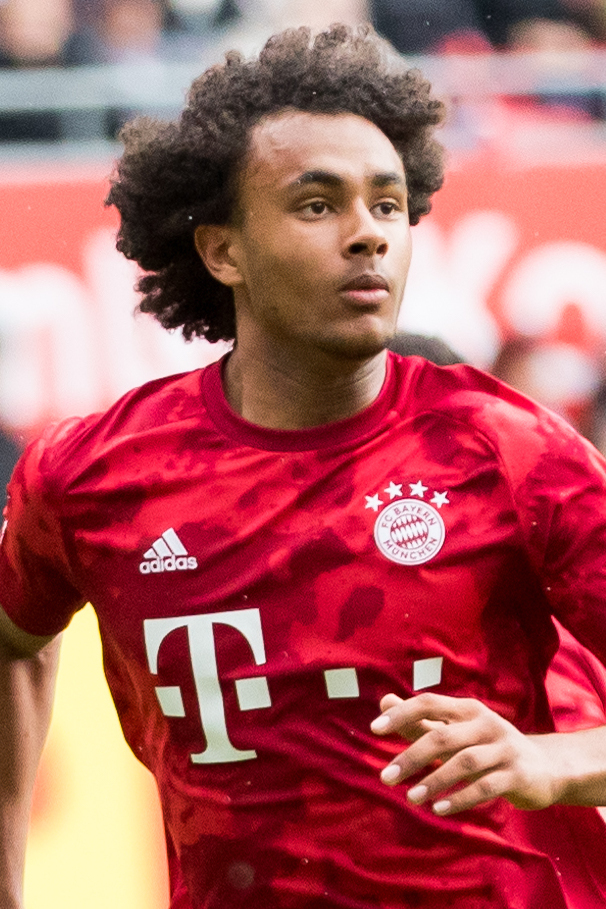
L'attaccante olandese Joshua Zirkzee è uno dei principali acquisti del mercato estivo.

I Red Devils durante il calciomercato acquistano Joshua Zirkzee dal Bologna, Leny Yoro dal Lilla e infine Matthijs de Ligt e Noussair Mazraoui dal Bayern Monaco. Di ritorno dal prestito al Borussia Dortmund è Jadon Sancho. Salutano invece Mason Greenwood e Aaron Wan-Bissaka, che vanno rispettivamente al Marsiglia e al West Ham Utd e sono tra le principali cessioni del mercato.
La squadra debutta ufficialmente in FA Community Shield contro i rivali cittadini del Manchester City, perdendo per 6-7 ai tiri di rigore dopo un pareggio durante i tempi regolamentari.
Il 15º posto raggiunto in campionato rappresenta il peggior piazzamento in Premier League nella storia del Manchester United, che mai era finito nella parte destra della classifica.
In qualità di vincitore della FA Cup 2023-2024 partecipa alla fase a gironi dell'Europa League. Inoltre parte dal terzo turno in FA Cup e EFL Cup.

## Maglie e sponsor
| Casa | Trasferta | Terza divisa |

## Rosa
Rosa e numerazione aggiornate al 2 febbraio 2025.
| N. |                           | Ruolo | Calciatore         |
| -- | ------------------------- | ----- | ------------------ |
| 1  | Turchia (bandiera)        | P     | Altay Bayındır     |
| 2  | Svezia (bandiera)         | D     | Victor Lindelöf    |
| 3  | Marocco (bandiera)        | D     | Noussair Mazraoui  |
| 4  | Paesi Bassi (bandiera)    | D     | Matthijs de Ligt   |
| 5  | Inghilterra (bandiera)    | D     | Harry Maguire      |
| 6  | Argentina (bandiera)      | D     | Lisandro Martínez  |
| 7  | Inghilterra (bandiera)    | C     | Mason Mount        |
| 8  | Portogallo (bandiera)     | C     | Bruno Fernandes () |
| 9  | Danimarca (bandiera)      | A     | Rasmus Højlund     |
| 10 | Inghilterra (bandiera)    | A     | Marcus Rashford    |
| 11 | Paesi Bassi (bandiera)    | A     | Joshua Zirkzee     |
| 12 | Paesi Bassi (bandiera)    | D     | Tyrell Malacia     |
| 13 | Danimarca (bandiera)      | D     | Patrick Dorgu      |
| 14 | Danimarca (bandiera)      | C     | Christian Eriksen  |
| 15 | Francia (bandiera)        | D     | Leny Yoro          |
| 16 | Costa d'Avorio (bandiera) | A     | Amad Diallo        |

| N. |                             | Ruolo | Calciatore         |
| -- | --------------------------- | ----- | ------------------ |
| 17 | Argentina (bandiera)        | A     | Alejandro Garnacho |
| 18 | Brasile (bandiera)          | C     | Casemiro           |
| 20 | Portogallo (bandiera)       | D     | Diogo Dalot        |
| 21 | Brasile (bandiera)          | A     | Antony             |
| 22 | Inghilterra (bandiera)      | P     | Tom Heaton         |
| 23 | Inghilterra (bandiera)      | D     | Luke Shaw          |
| 24 | Camerun (bandiera)          | P     | André Onana        |
| 25 | Inghilterra (bandiera)      | A     | Jadon Sancho       |
| 25 | Uruguay (bandiera)          | C     | Manuel Ugarte      |
| 28 | Uruguay (bandiera)          | A     | Facundo Pellistri  |
| 35 | Irlanda del Nord (bandiera) | D     | Jonny Evans        |
| 37 | Inghilterra (bandiera)      | C     | Kobbie Mainoo      |
| 39 | Scozia (bandiera)           | C     | Scott McTominay    |
| 43 | Inghilterra (bandiera)      | C     | Toby Collyer       |
| 44 | Inghilterra (bandiera)      | C     | Daniel Gore        |

## Calciomercato

### Sessione estiva
| Acquisti         | Acquisti          | Acquisti              | Acquisti                    |
| R.               | Nome              | da                    | Modalità                    |
| ---------------- | ----------------- | --------------------- | --------------------------- |
| D                | Leny Yoro         | Lilla                 | definitivo (62 milioni €)   |
| C                | Manuel Ugarte     | Paris Saint-Germain   | definitivo (50 milioni €)   |
| D                | Matthijs de Ligt  | Bayern Monaco         | definitivo (45 milioni €)   |
| A                | Joshua Zirkzee    | Bologna               | definitivo (42,5 milioni €) |
| D                | Noussair Mazraoui | Bayern Monaco         | definitivo (15 milioni €)   |
| Altre operazioni |                   |                       |                             |
| R.               | Nome              | da                    | Modalità                    |
| A                | Jadon Sancho      | Borussia Dortmund     | fine prestito               |
| A                | Mason Greenwood   | Getafe                | fine prestito               |
| C                | Hannibal Mejbri   | Siviglia              | fine prestito               |
| A                | Facundo Pellistri | Granada               | fine prestito               |
| D                | Álvaro Fernández  | Benfica               | fine prestito               |
| C                | Donny van de Beek | Eintracht Francoforte | fine prestito               |

| Cessioni         | Cessioni          | Cessioni            | Cessioni                    |
| R.               | Nome              | a                   | Modalità                    |
| ---------------- | ----------------- | ------------------- | --------------------------- |
| A                | Mason Greenwood   | Olympique Marsiglia | definitivo (26 milioni €)   |
| D                | Aaron Wan-Bissaka | West Ham Utd        | definitivo (17,6 milioni €) |
| D                | Willy Kambwala    | Villarreal          | definitivo (10 milioni €)   |
| D                | Álvaro Fernández  | Benfica             | definitivo (6 milioni €)    |
| A                | Jadon Sancho      | Chelsea             | prestito                    |
| C                | Hannibal Mejbri   | Burnley             | definitivo (6,4 milioni €)  |
| A                | Facundo Pellistri | Panathīnaïkos       | definitivo (6 milioni €)    |
| C                | Donny van de Beek | Girona              | definitivo (500 mila €)     |
| D                | Raphaël Varane    | Como                | svincolato                  |
| A                | Omari Forson      | Monza               | svincolato                  |
| A                | Anthony Martial   |                     | svincolato                  |
| D                | Brandon Williams  |                     | svincolato                  |
| C                | Scott McTominay   | Napoli              | definitivo (30,5 milioni)   |
| Altre operazioni |                   |                     |                             |
| R.               | Nome              | da                  | Modalità                    |
| C                | Sofyan Amrabat    | Fiorentina          | fine prestito               |

### Sessione invernale
| Acquisti         | Acquisti      | Acquisti | Acquisti                  |
| R.               | Nome          | da       | Modalità                  |
| ---------------- | ------------- | -------- | ------------------------- |
| D                | Patrick Dorgu | Lecce    | definitivo (30 milioni €) |
| Altre operazioni |               |          |                           |
| R.               | Nome          | da       | Modalità                  |

| Cessioni         | Cessioni        | Cessioni      | Cessioni |
| R.               | Nome            | a             | Modalità |
| ---------------- | --------------- | ------------- | -------- |
| A                | Antony          | Betis         | prestito |
| A                | Marcus Rashford | Aston Villa   | prestito |
| C                | Daniel Gore     | Rotherham Utd | prestito |
| D                | Tyrell Malacia  | PSV           | prestito |
| Altre operazioni |                 |               |          |
| R.               | Nome            | da            | Modalità |

## Risultati

### Premier League

#### Girone di andata
| Arbitro: | R. Jones |

|             |           |  |
| Zirkzee 87’ | Marcatori |  |

| Arbitro: | Pawson |

|                              |           |            |
| Welbeck 32’ João Pedro 90+5’ | Marcatori | 60’ Diallo |

| Arbitro: | Taylor |

|  |           |                            |
|  | Marcatori | 35’, 42’ L. Díaz 56’ Salah |

| Arbitro: | Attwell |

|  |           |                                         |
|  | Marcatori | 35’ De Ligt 41’ Rashford 90+6’ Garnacho |

| Londra 21 settembre 2024, ore 17:30 WEST 5ª giornata | Crystal Palace | 0 – 0 referto | Manchester Utd | Selhurst Park (25 172 spett.)\| Arbitro: \| Coote \| |
| Arbitro:                                             | Coote          |               |                |                                                      |

| Arbitro: | Kavanagh |

|  |           |                                          |
|  | Marcatori | 3’ B. Johnson 47’ Kulusevski 77’ Solanke |

| Birmingham 6 ottobre 2024, ore 14:00 WEST 7ª giornata | Aston Villa | 0 – 0 referto | Manchester Utd | Villa Park\| Arbitro: \| R. Jones \| |
| Arbitro:                                              | R. Jones    |               |                |                                      |

| Arbitro: | Barrott |

|                          |           |               |
| Garnacho 47’ Højlund 62’ | Marcatori | 45+5’ Pinnock |

| Arbitro: | Coote |

|                                    |           |              |
| Summerville 74’ Bowen 90+2’ (rig.) | Marcatori | 81’ Casemiro |

| Arbitro: | R. Jones |

|                         |           |             |
| B. Fernandes 70’ (rig.) | Marcatori | 74’ Caicedo |

| Arbitro: | Bankes |

|                                                      |           |  |
| B. Fernandes 17’ Kristiansen 38’ (aut.) Garnacho 82’ | Marcatori |  |

| Arbitro: | Taylor |

|                |           |             |
| Hutchinson 43’ | Marcatori | 2’ Rashford |

| Arbitro: | Brooks |

|                                    |           |  |
| Rashford 34’, 46’ Zirkzee 41’, 64’ | Marcatori |  |

| Arbitro: | Barrott |

|                          |           |  |
| J. Timber 54’ Saliba 73’ | Marcatori |  |

| Arbitro: | England |

|                              |           |                                        |
| Højlund 18’ B. Fernandes 61’ | Marcatori | 2’ Milenković 47’ Gibbs-White 54’ Wood |

| Arbitro: | Taylor |

|              |           |                                    |
| Gvardiol 36’ | Marcatori | 88’ (rig.) B. Fernandes 90’ Diallo |

| Arbitro: | Pawson |

|  |           |                                                |
|  | Marcatori | 29’ Huijsen 61’ (rig.) J. Kluivert 63’ Semenyo |

| Arbitro: | Harrington |

|                       |           |  |
| Cunha 58’ Hwang 90+9’ | Marcatori |  |

| Arbitro: | Hooper |

|  |           |                       |
|  | Marcatori | 4’ Isak 19’ Joelinton |

#### Girone di ritorno
| Arbitro: | Oliver |

|                            |           |                            |
| Gakpo 59’ Salah 70’ (rig.) | Marcatori | 52’ L. Martínez 80’ Diallo |

| Arbitro: | Brooks |

|                        |           |                   |
| Diallo 82’, 90’, 90+4’ | Marcatori | 43’ (aut.) Ugarte |

| Arbitro: | Bankes |

|                         |           |                                 |
| B. Fernandes 23’ (rig.) | Marcatori | 5’ Minteh 60’ Mitoma 76’ Rutter |

| Arbitro: | Taylor |

|  |           |                 |
|  | Marcatori | 78’ L. Martínez |

| Arbitro: | Brooks |

|  |           |                 |
|  | Marcatori | 64’, 89’ Mateta |

| Arbitro: | Bankes |

|              |           |  |
| Maddison 13’ | Marcatori |  |

| Arbitro: | Madley |

|                       |           |                             |
| Beto 19’ Doucouré 33’ | Marcatori | 72’ B. Fernandes 80’ Ugarte |

| Arbitro: | England |

|                                          |           |                     |
| Morsy 22’ (aut.) De Ligt 26’ Maguire 47’ | Marcatori | 4’, 45+2’ Philogene |

| Arbitro: | Taylor |

|                    |           |          |
| B. Fernandes 45+2’ | Marcatori | 74’ Rice |

| Arbitro: | Bramall |

|  |           |                                           |
|  | Marcatori | 28’ Højlund 67’ Garnacho 90’ B. Fernandes |

| Arbitro: | Gillett |

|           |           |  |
| Elanga 5’ | Marcatori |  |

| Manchester 6 aprile 2025, ore 16:30 WEST 31ª giornata | Manchester Utd | 0 – 0 referto | Manchester City | Old Trafford (73 738 spett.)\| Arbitro: \| Brooks \| |
| Arbitro:                                              | Brooks         |               |                 |                                                      |

| Arbitro: | Kavanagh |

|                                          |           |              |
| Tonali 24’ Barnes 49’, 64’ Guimarães 77’ | Marcatori | 37’ Garnacho |

| Arbitro: | R. Jones |

|  |           |             |
|  | Marcatori | 77’ Sarabia |

| Arbitro: | Bankes |

|             |           |               |
| Semenyo 23’ | Marcatori | 90+6’ Højlund |

| Arbitro: | Taylor |

|                                           |           |                                     |
| Shaw 27’ (aut.) Schade 33’, 70’ Wissa 74’ | Marcatori | 14’ Mount 82’ Garnacho 90+5’ Diallo |

| Arbitro: | Gillett |

|  |           |                      |
|  | Marcatori | 26’ Souček 57’ Bowen |

| Arbitro: | Kavanagh |

|               |           |  |
| Cucurella 60’ | Marcatori |  |

| Arbitro: | Bramall |

|                               |           |  |
| Diallo 76’ Eriksen 87’ (rig.) | Marcatori |  |

### FA Cup
| Arbitro: | A. Madley |

|                              |                      |                                              |
| Gabriel 63’                  | Marcatori            | 52’ B. Fernandes                             |
| Ødegaard Havertz Rice Thomas | Tiri di rigore 3 – 5 | B. Fernandes Diallo Yoro L. Martínez Zirkzee |

| Arbitro: | Salisbury |

|                           |           |          |
| Zirkzee 68’ Maguire 90+3’ | Marcatori | 42’ Reid |

| Arbitro: | Attwell |

|                                              |                      |                                   |
| B. Fernandes 71’                             | Marcatori            | 45+1’ Bassey                      |
| B. Fernandes Dalot Casemiro Lindelöf Zirkzee | Tiri di rigore 3 – 4 | R. Jiménez Berge Willian Robinson |

### EFL Cup
| Arbitro: | Ward |

|                                                                          |           |  |
| Rashford 16’, 58’ Antony 35’ (rig.) Garnacho 45+2’, 49’ Eriksen 81’, 85’ | Marcatori |  |

| Arbitro: | A. Madley |

|                                                      |           |                              |
| Casemiro 15’, 39’ Garnacho 28’ B. Fernandes 36’, 59’ | Marcatori | 33’ El Khannouss 45+3’ Coady |

| Arbitro: | Brooks |

|                                         |           |                                    |
| Solanke 15’, 54’ Kulusevski 46’ Son 88’ | Marcatori | 63’ Zirkzee 70’ Diallo 90+4’ Evans |

### Community Shield
| Arbitro: | Jarred Gillett |

|                                                                      |                      |                                                                    |
| Garnacho 82’                                                         | Marcatori            | 89’ Bernardo Silva                                                 |
| B. Fernandes Dalot Garnacho Sancho Casemiro McTominay Martínez Evans | Tiri di rigore 6 – 7 | Bernardo Silva De Bruyne Haaland Savinho Ederson Nunes Dias Akanji |

### UEFA Europa League

#### Fase campionato
| Arbitro: | Sozza |

|             |           |             |
| Eriksen 35’ | Marcatori | 68’ Lammers |

| Arbitro: | Stieler |

|                            |           |                                       |
| Pepê 27’ Aghehowa 34’, 50’ | Marcatori | 7’ Rashford 20’ Højlund 90+1’ Maguire |

| Arbitro: | Turpin |

|               |           |             |
| En-Nesyri 49’ | Marcatori | 15’ Eriksen |

| Arbitro: | Petrescu |

|                 |           |  |
| Diallo 50’, 57’ | Marcatori |  |

| Arbitro: | Visser |

|                              |           |                            |
| Garnacho 1’ Højlund 45’, 50’ | Marcatori | 19’ Evjen 23’ Zinckernagel |

| Arbitro: | Barbu |

|           |           |                  |
| Vydra 48’ | Marcatori | 62’, 88’ Højlund |

| Arbitro: | Lambrechts |

|                                       |           |             |
| Butland 52’ (aut.) B. Fernandes 90+2’ | Marcatori | 88’ Dessers |

| Arbitro: | Osmers |

|  |           |                      |
|  | Marcatori | 60’ Dalot 68’ Mainoo |

#### Fase a eliminazione diretta

##### Ottavi di finale
| Arbitro: | Kružliak |

|                      |           |             |
| Oyarzabal 70’ (rig.) | Marcatori | 57’ Zirkzee |

| Arbitro: | Bastien |

|                                                      |           |                      |
| B. Fernandes 16’ (rig.), 50’ (rig.), 87’ Dalot 90+1’ | Marcatori | 10’ (rig.) Oyarzabal |

##### Quarti di finale
| Arbitro: | Nyberg |

|                         |           |                        |
| Almada 26’ Cherki 90+5’ | Marcatori | 45+5’ Yoro 88’ Zirkzee |

| Arbitro: | Schärer |

|                                                                            |           |                                                              |
| Ugarte 10’ Dalot 45+1’ B. Fernandes 114’ (rig.) Mainoo 120’ Maguire 120+1’ | Marcatori | 71’ Tolisso 78’ Tagliafico 104’ Cherki 109’ (rig.) Lacazette |

##### Semifinale
| Arbitro: | Eskås |

|  |           |                                           |
|  | Marcatori | 30’ Casemiro 37’ (rig.), 45’ B. Fernandes |

| Arbitro: | Siebert |

|                                           |           |                |
| Mount 72’, 90+1’ Casemiro 80’ Højlund 85’ | Marcatori | 31’ Jauregizar |

##### Finale
| Arbitro: | Zwayer |

|             |           |  |
| Johnson 42’ | Marcatori |  |

## Statistiche finali

### Statistiche di squadra
| Competizione     | Punti | In casa | In casa | In casa | In casa | In casa | In casa | In trasferta | In trasferta | In trasferta | In trasferta | In trasferta | In trasferta | In campo neutro | In campo neutro | In campo neutro | In campo neutro | In campo neutro | In campo neutro | Totale | Totale | Totale | Totale | Totale | Totale | DR  |
| Competizione     | Punti | G       | V       | N       | P       | Gf      | Gs      | G            | V            | N            | P            | Gf           | Gs           | G               | V               | N               | P               | Gf              | Gs              | G      | V      | N      | P      | Gf     | Gs     | DR  |
| ---------------- | ----- | ------- | ------- | ------- | ------- | ------- | ------- | ------------ | ------------ | ------------ | ------------ | ------------ | ------------ | --------------- | --------------- | --------------- | --------------- | --------------- | --------------- | ------ | ------ | ------ | ------ | ------ | ------ | --- |
| Premier League   | 42    | 19      | 7       | 3       | 9       | 23      | 27      | 19           | 4            | 6            | 9            | 21           | 26           | -               | -               | -               | -               | -               | -               | 38     | 11     | 9      | 18     | 44     | 54     | -10 |
| FA Cup           | -     | 2       | 1       | 1       | 0       | 3       | 2       | 1            | 0            | 1            | 0            | 1            | 1            | -               | -               | -               | -               | -               | -               | 3      | 1      | 2      | 0      | 4      | 3      | +1  |
| EFL Cup          | -     | 2       | 2       | 0       | 0       | 12      | 2       | 1            | 0            | 0            | 1            | 3            | 4            | -               | -               | -               | -               | -               | -               | 3      | 2      | 0      | 1      | 15     | 6      | +9  |
| Community Shield | -     | -       | -       | -       | -       | -       | -       | -            | -            | -            | -            | -            | -            | 1               | 0               | 1               | 0               | 1               | 1               | 1      | 0      | 1      | 0      | 1      | 1      | 0   |
| Europa League    | 18    | 7       | 6       | 1       | 0       | 21      | 10      | 7            | 3            | 4            | 0            | 14           | 8            | 1               | 0               | 0               | 1               | 0               | 1               | 15     | 9      | 5      | 1      | 35     | 19     | +17 |
| Totale           | -     | 30      | 16      | 5       | 9       | 59      | 42      | 28           | 7            | 11           | 10           | 39           | 39           | 2               | 0               | 1               | 1               | 1               | 2               | 60     | 23     | 17     | 20     | 99     | 83     | +16 |

### Andamento in campionato
| Giornata  | 1 | 2  | 3  | 4  | 5  | 6  | 7  | 8  | 9  | 10 | 11 | 12 | 13 | 14 | 15 | 16 | 17 | 18 | 19 | 20 | 21 | 22 | 23 | 24 | 25 | 26 | 27 | 28 | 29 | 30 | 31 | 32 | 33 | 34 | 35 | 36 | 37 | 38 |
| --------- | - | -- | -- | -- | -- | -- | -- | -- | -- | -- | -- | -- | -- | -- | -- | -- | -- | -- | -- | -- | -- | -- | -- | -- | -- | -- | -- | -- | -- | -- | -- | -- | -- | -- | -- | -- | -- | -- |
| Luogo     | C | T  | C  | T  | T  | C  | T  | C  | T  | C  | C  | T  | C  | T  | C  | T  | C  | T  | C  | T  | C  | C  | T  | C  | T  | T  | C  | C  | T  | T  | C  | T  | C  | T  | T  | C  | T  | C  |
| Risultato | V | P  | P  | V  | N  | P  | N  | V  | P  | N  | V  | N  | V  | P  | P  | V  | P  | P  | P  | N  | V  | P  | V  | P  | P  | N  | V  | N  | V  | P  | N  | P  | P  | N  | P  | P  | P  | V  |
| Posizione | 7 | 11 | 14 | 10 | 11 | 13 | 14 | 12 | 14 | 13 | 13 | 12 | 9  | 13 | 13 | 13 | 13 | 14 | 14 | 13 | 12 | 13 | 12 | 13 | 15 | 15 | 14 | 14 | 13 | 13 | 13 | 14 | 15 | 15 | 15 | 16 | 16 | 15 |

Legenda:

Luogo: C = Casa; T = Trasferta. Risultato: V = Vittoria; N = Pareggio; P = Sconfitta.

### Statistiche dei giocatori
Sono in corsivo i calciatori che hanno lasciato la società a stagione in corso.
| Giocatore     | Premier League | Premier League | Premier League | Premier League | FA Cup+ EFL Cup | FA Cup+ EFL Cup | FA Cup+ EFL Cup | FA Cup+ EFL Cup | Community Shield | Community Shield | Community Shield | Community Shield | Europa League | Europa League | Europa League | Europa League | Totale   | Totale | Totale      | Totale     |
| Giocatore     | Presenze       | Reti           | Ammonizioni    | Espulsioni     | Presenze        | Reti            | Ammonizioni     | Espulsioni      | Presenze         | Reti             | Ammonizioni      | Espulsioni       | Presenze      | Reti          | Ammonizioni   | Espulsioni    | Presenze | Reti   | Ammonizioni | Espulsioni |
| ------------- | -------------- | -------------- | -------------- | -------------- | --------------- | --------------- | --------------- | --------------- | ---------------- | ---------------- | ---------------- | ---------------- | ------------- | ------------- | ------------- | ------------- | -------- | ------ | ----------- | ---------- |
| H. Amass      | 4              | 0              | 0              | 0              | 0+0             | 0               | 0               | 0               | 0                | 0                | 0                | 0                | 2             | 0             | 0             | 0             | 6        | 0      | 0           | 0          |
| Antony        | 8              | 0              | 0              | 0              | 0+2             | 0+1             | 0               | 0               | 0                | 0                | 0                | 0                | 4             | 0             | 0             | 0             | 14       | 1      | 0           | 0          |
| A. Bayındır   | 4              | -10            | 0              | 0              | 1+3             | -7              | 0+1             | 0               | 0                | -0               | 0                | 0                | 2             | -1            | 0             | 0             | 10       | -18    | 1           | 0          |
| Casemiro      | 24             | 1              | 5              | 0              | 2+2             | 0+2             | 0               | 0               | 1                | 0                | 0                | 0                | 13            | 2             | 3             | 0             | 42       | 5      | 8           | 0          |
| T. Collyer    | 6              | 0              | 0              | 0              | 1+1             | 0               | 0               | 0               | 1                | 0                | 0                | 0                | 4             | 0             | 1             | 0             | 13       | 0      | 1           | 0          |
| D. Dalot      | 32             | 0              | 5              | 0              | 3+3             | 0               | 2+0             | 1+0             | 1                | 0                | 0                | 0                | 13            | 3             | 1             | 0             | 52       | 3      | 8           | 1          |
| A. Diallo     | 26             | 8              | 5              | 0              | 2+3             | 0+1             | 0               | 0               | 1                | 0                | 0                | 0                | 11            | 2             | 1             | 0             | 43       | 11     | 6           | 0          |
| M. de Ligt    | 29             | 2              | 3              | 0              | 2+2             | 0               | 0               | 0               | 0                | 0                | 0                | 0                | 9             | 0             | 2             | 0             | 42       | 2      | 5           | 0          |
| P. Dorgu      | 11             | 0              | 2              | 1              | 1+0             | 0               | 0               | 0               | 0                | 0                | 0                | 0                | 7             | 0             | 1             | 0             | 19       | 0      | 3           | 1          |
| C. Eriksen    | 22             | 1              | 3              | 0              | 1+2             | 0+2             | 0               | 0               | 0                | 0                | 0                | 0                | 9             | 2             | 0             | 0             | 34       | 5      | 3           | 0          |
| J. Evans      | 7              | 0              | 1              | 0              | 0+3             | 0+1             | 0               | 0               | 1                | 0                | 0                | 0                | 2             | 0             | 1             | 0             | 13       | 1      | 2           | 0          |
| B. Fernandes  | 35             | 8              | 5              | 2              | 3+3             | 2+2             | 1+1             | 0               | 1                | 0                | 0                | 0                | 14            | 7             | 3             | 1             | 56       | 19     | 10          | 3          |
| T. Fredricson | 2              | 0              | 0              | 0              | 0+0             | 0               | 0               | 0               | 0                | 0                | 0                | 0                | 0             | 0             | 0             | 0             | 2        | 0      | 0           | 0          |
| A. Garnacho   | 35             | 6              | 3              | 0              | 3+3             | 0+3             | 0               | 0               | 1                | 1                | 0                | 0                | 15            | 1             | 2             | 0             | 57       | 11     | 5           | 0          |
| A. Heaven     | 4              | 0              | 1              | 0              | 1+0             | 0+0             | 0               | 0               | 0                | 0                | 0                | 0                | 1             | 0             | 0             | 0             | 6        | 0      | 1           | 0          |
| R. Højlund    | 31             | 4              | 2              | 0              | 3+2             | 0+0             | 0               | 0               | 0                | 0                | 0                | 0                | 15            | 6             | 0             | 0             | 51       | 10     | 2           | 0          |
| V. Lindelöf   | 15             | 0              | 1              | 0              | 1+2             | 0+0             | 0               | 0               | 0                | 0                | 0                | 0                | 6             | 0             | 0             | 0             | 24       | 0      | 1           | 0          |
| H. Maguire    | 27             | 1              | 7              | 0              | 3+1             | 1+0             | 1+0             | 0               | 1                | 0                | 0                | 0                | 8             | 2             | 2             | 0             | 40       | 4      | 10          | 0          |
| T. Malacia    | 3              | 0              | 1              | 0              | 1+0             | 0               | 0               | 0               | 0                | 0                | 0                | 0                | 4             | 0             | 1             | 0             | 8        | 0      | 2           | 0          |
| K. Mainoo     | 24             | 0              | 5              | 0              | 2+1             | 0               | 0               | 0               | 1                | 0                | 0                | 0                | 8             | 2             | 1             | 0             | 36       | 2      | 6           | 0          |
| L. Martínez   | 19             | 2              | 7              | 0              | 1+2             | 0               | 1+0             | 0               | 1                | 0                | 0                | 0                | 8             | 0             | 1             | 0             | 31       | 2      | 9           | 0          |
| N. Mazraoui   | 36             | 0              | 3              | 0              | 3+3             | 0               | 0+1             | 0               | 0                | 0                | 0                | 0                | 14            | 0             | 2             | 0             | 56       | 0      | 6           | 0          |
| S. McTominay  | 2              | 0              | 0              | 0              | 0+0             | 0               | 0               | 0               | 1                | 0                | 0                | 0                | 0             | 0             | 0             | 0             | 3        | 0      | 0           | 0          |
| M. Mount      | 16             | 1              | 2              | 0              | 0+0             | 0               | 0               | 0               | 1                | 0                | 0                | 0                | 9             | 2             | 2             | 0             | 26       | 3      | 4           | 0          |
| C. Obi        | 5              | 0              | 1              | 0              | 1+0             | 0               | 0               | 0               | 0                | 0                | 0                | 0                | 0             | 0             | 0             | 0             | 6        | 0      | 1           | 0          |
| A. Onana      | 33             | -43            | 0              | 0              | 2+0             | -2              | 0               | 0               | 1                | -1               | 0                | 0                | 13            | -18           | 0             | 0             | 49       | -64    | 0           | 0          |
| F. Pellistri  | 0              | 0              | 0              | 0              | 0+0             | 0               | 0               | 0               | 1                | 0                | 0                | 0                | 0             | 0             | 0             | 0             | 1        | 0      | 0           | 0          |
| M. Rashford   | 15             | 4              | 2              | 0              | 0+2             | 0+2             | 0               | 0               | 1                | 0                | 0                | 0                | 6             | 1             | 2             | 0             | 24       | 7      | 4           | 0          |
| J. Sancho     | 0              | 0              | 0              | 0              | 0+0             | 0               | 0               | 0               | 1                | 0                | 0                | 0                | 0             | 0             | 0             | 0             | 1        | 0      | 0           | 0          |
| L. Shaw       | 7              | 0              | 1              | 0              | 0+0             | 0               | 0               | 0               | 0                | 0                | 0                | 0                | 5             | 0             | 0             | 0             | 12       | 0      | 1           | 0          |
| M. Ugarte     | 28             | 1              | 10             | 0              | 3+3             | 0               | 3+0             | 0               | 0                | 0                | 0                | 0                | 10            | 1             | 1             | 0             | 44       | 2      | 14          | 0          |
| L. Yoro       | 20             | 0              | 5              | 0              | 3+1             | 0               | 0               | 0               | 0                | 0                | 0                | 0                | 8             | 1             | 2             | 0             | 32       | 1      | 7           | 0          |
| E. Wheatley   | 0              | 0              | 0              | 0              | 0+1             | 0               | 0               | 0               | 0                | 0                | 0                | 0                | 0             | 0             | 0             | 0             | 1        | 0      | 0           | 0          |
| J. Zirkzee    | 32             | 3              | 1              | 0              | 3+3             | 1+1             | 0               | 0               | 0                | 0                | 0                | 0                | 11            | 2             | 1             | 0             | 49       | 7      | 2           | 0          |